# Andrena niveofacies
Andrena niveofacies (лат.) — вид пчёл рода Andrena из семейства Andrenidae. Африка: Марокко. Название происходит от слов niveus (снег) + facies (лицо) для иллюстрации ярко-белых волос на лице.

## Описание
Длина около 1 см. Andrena niveofacies включён в состав подрода Cnemidandrena благодаря поперечному гребню на дорсолатеральном углу переднеспинки, треугольным задним голеням у самки, вздёрнутому отростку лабрума у самца, толстым и отчётливым волосяным полосам на метасоме и позднелетнему периоду активности. В пределах Cnemidandrena самки A. niveofacies имеют полностью коричневые волосы на скутуме (перемежающиеся с чёрными у A. denticulata (Kirby, 1802)), галеа тусклая (блестящая у A. fuscipes (Kirby, 1802)), тергиты Т5—6 черноволосые (светловолосые у A. tridentata (Kirby, 1802)), а лицо бледноволосое (по крайней мере, частично чёрное у A. nigriceps (Kirby, 1802) и A. freygessneri Alfken, 1904). Самка A. niveofacies наиболее похожа на A. simillima Smith, 1851, но может быть легко отличима, поскольку имеет яркие белые волоски на лице и щеке, которые у A. simillima буро-коричневые. У самца щека не вырезана (вырезана у A. denticulata и A. tridentata), галеа тусклая (блестящая у A. fuscipes), стернит S8 короткий и относительно густоволосый (длинная и редковолосая у A. freygessneri), а лицо имеет ярко-белые волоски, без следов чёрных волосков на дисках тергитов (лицо с коричневыми волосками у A. nigriceps, тергиты T4—5 с чёрными волосками базально). Однако самцы также отличаются от A. simillima, так как антенномер A3+4 равны по длине, тогда как у A. simillima A3 немного длиннее A4.